# Beach Head 2000
Beach Head 2000 est un jeu vidéo de tir à la première personne développé par Digital Fusion. Il a été initialement édité par WizardWorks sur Microsoft Windows et MacSoft sur Mac OS en tant que version « économique ». Étant un remake du jeu d'ordinateur de 1983 Beach Head, il partageait une prémisse similaire, car le joueurs défend une plage contre les attaques ennemies en utilisant une variété d'armes. Une version du jeu a également été produite pour les salles d'arcade par Tsunami Visual Technologies, disponible dans diverses bornes d'arcades et Digital Fusion continue de vendre la version Windows en téléchargement via son site Web.

## Système de jeu
Les joueurs jouent le rôle du seul artilleur défendant une plage contre l'invasion de soldats ennemis, de chars, d'hélicoptères et d'autres véhicules militaires. Le joueur utilise une variété d'armes, y compris une tourelle de canon avec une mitrailleuse, un canon d'obusier et des missiles sol-air guidés. Une arme de poing est disponible comme dernier moyen de défense. La souris est utilisée pour viser. Des munitions et de la santé supplémentaires sont disponibles en tirant sur des paquets largués avec des parachutes. Les missions se terminent lorsque tous les ennemis sont vaincus, chaque mission change le point d'apparition des ennemis sur la plage. Le nombre de missions est infinies et le jeu n'a pas de fin.

## Accueil
Le jeu a été accueilli principalement par des critiques négatives, la plupart des critiques étant centrées sur son gameplay. GameSpot a déclaré: "Le jeu vieillit rapidement, car éliminer le flot d'ennemis dans chaque niveau devient répétitif." . Inside Mac Games avait affirmé que le jeu ne valait pas le prix relativement bas, même parmi une sélection limitée de jeux Mac OS. Cependant, IGN a eu une réaction plus positive au jeu, le comparant à Missile Command et le qualifiant de "étrangement addictif".

## Suites
Digital Fusion a produit plusieurs suites, Beach Head 2002, Beach Head Desert War et Bagdad Central Desert Gunner. Global VR reprendrait la licence de Tsunami et produirait des versions arcade des trois premiers jeux de la série,.